# Пабяницкий повет
Пабяницкий повят (пол. Powiat pabianicki) — повет (район) в Польше, входит как административная единица в Лодзинское воеводство. Центр повета — город Пабьянице. Занимает площадь 490,77 км². Население — 119 518 человек (на 31 декабря 2015 года).

## Административное деление
- города: Константынув-Лодзинский, Пабьянице
- городские гмины: Константынув-Лодзинский, Пабьянице
- сельские гмины: Гмина Длутув, Гмина Добронь, Гмина Ксаверув, Гмина Лютомерск, Гмина Пабянице

## Демография
Население повета дано на 31 декабря 2015 года.
| Перепись            | Всего   | Мужчины | Женщины |
| ------------------- | ------- | ------- | ------- |
| Всего               | 119 518 | 56 072  | 63 446  |
| Городское население | 84 702  | 39 080  | 45 622  |
| Сельское население  | 33 816  | 16 992  | 17 824  |